# Alexandre Moreau de Jonnès
Alexandre Moreau de Jonnès (Rennes, 19 de març de 1778 – París 28 de març de 1870) fou un geògraf i militar francès. Com a funcionari de l'estat s'encarregà de la Divisió d'Estadística General de França fins al 1851. Publicà una Statistique de l'Espagne (1834), que fou traduïda pel seu amic Pascual Madoz i publicada a Barcelona el 1835; fou traduïda a València per J.Garriga aquell mateix any. També publicà obres sobre el clima de les Antilles, i d'estadística sobre França i altres països d'Europa.
Durant la Revolució Francesa lluità a Toló contra els aliats. Més tard passà a les Antilles. Fet presoner pels anglesos, en tornar a França serví en les oficines d'estadística dels ministeris de marina i de comerç. Això el feu familiaritzar amb l'ús de l'estadística en el coneixement històric i geogràfic.

## Obres

Il commercio nel XIX secolo, 1826.

- Le commerce au dix-neuvième siècle, état actuel de ses transactions dans les principales contrées des deux hémisphères; causes et effets de son agrandissement et de sa décadence, et moyens d'accroitre et de consolider la prospérité agricole, industrielle, 1825.
- Recherches statistiques et économiques sur les pâturages de l'Europe, lues à l'Académie des sciences, dans sa séance du 27 juillet 1829, París: Impr. d'Éverat, 1829.
- Aventures de guerre au temps de la République et du Consulat, 1a edició el 1860 i reeditat el 1895. Prefaci de Léon Say i reeditat el 1989.
- Recherches statistiques sur l'esclavage colonial et les moyens de le supprimer, 1840.
- L'Atlas de Moreau de Jonnès, conjunt de 30 cartes i aquarel·les amb vistes de l'illa de Martinica.
- Statistique de l'Agriculture de France, contenant la statistique des céréales diverses, des pâturages, des bois et forêts et des animaux domestiques, avec leur production actuelle comparée à celle des temps anciens et des principaux pays européens, Paris : Guillaumin, 1848, VIII-527. Va realitzar estadístiques d'Espanye (1834), Gran Bretanya i Irlanda (1838)[2]